# Doolhofschriftmos
Doolhofschriftmos (Graphis inustuloides) is een korstmossoort uit de familie Graphidaceae. Hij komt voor in bossen op bomen. Het leeft in symbiose met de alg Trentepohlia.

## Determinatie
Doolhofschriftmos is een korstvormig korstmos. Het thallus is dun, onderbroken en soms begrensd. Het oppervlak is glad. De kleur kan wit, witgeel, bleekgrijs of de schorskleur kan zichtbaar zijn. De lirellen (apotheciën) zijn langwerpig, ingebed in het thallus, zelden vertakt en hebben een zwarte spleet die de grijze schijf blootlegt. Het reageert niet op C-, K-, en P-tests (volgens sommige bronnen kan hij K+ zwakgeel tot zwak oranje zijn).
De asci zijn 8-sporig en meten 110–130 × 45–55 µm. De ascosporen zijn kleurloos, verticaal 2–3-septaat en dwars 7–11-septaat, ongeveer 25–50 × 12–16 µm groot.

## Verspreiding
Doolhofschriftmos is in Nederland zeer zeldzaam. Het staat op de Nederlandse Rode Lijst in de categorie 'verdwenen'.